# Алексеев, Алексей Александрович (гандбольный тренер)
Алексей Александрович Алексе́ев (5 марта 1965) — российский тренер по гандболу. Мастер спорта СССР. Заслуженный тренер России.

## Биография
Воспитанник ДЮСШ «Кунцево» (Москва). 1981-1992 гг. — игрок команды «Кунцево» (Москва). С 1992 по 1997 года играл за различные клубы Германии, Венгрии, Катара. Будучи спортсменом, получил звание мастера спорта.
С 2004 по 2019 год был главным тренером женского гандбольного клуба «Луч» (Москва), выступающего в Суперлиге. Финалист Кубка России 2008 года. С 2019 по 2022 год Алексеев возглавлял «Ладу» — под его руководством команда два года подряд входила в призовую тройку чемпионата страны. В период с 2022 по февраль 2024 года был главным тренером «Астраханочки». В феврале 2024 года вошёл в тренерский штаб «Кубани».
С 2016 года входил в тренерский штаб женской сборной России в качестве помощника Евгения Трефилова. С приходом в 2019 году на пост главного тренера сборной России испанца Амброса Мартина Алексеев остался тренером сборной. После отставки Мартина по ходу чемпионата Европы 2020 года Алексеев руководил сборной России в матче за пятое место, который был выигран у сборной Нидерландов и стал серебряным призёром на Олимпийских играх в Токио.
Окончил магистратуру РГУФКСиТ (2010).